# Оберндорф-бай-Зальцбург
Оберндорф-бай-Зальцбург (нем. Oberndorf bei Salzburg) — город в Австрии, в федеральной земле Зальцбург. Входит в состав округа Зальцбург. Население составляет 5556 человек (на 31 декабря 2005 года). Занимает площадь 4,55 км².

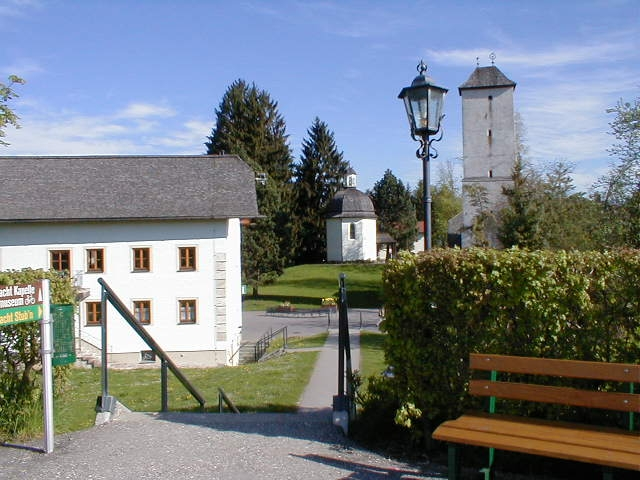
Капелла
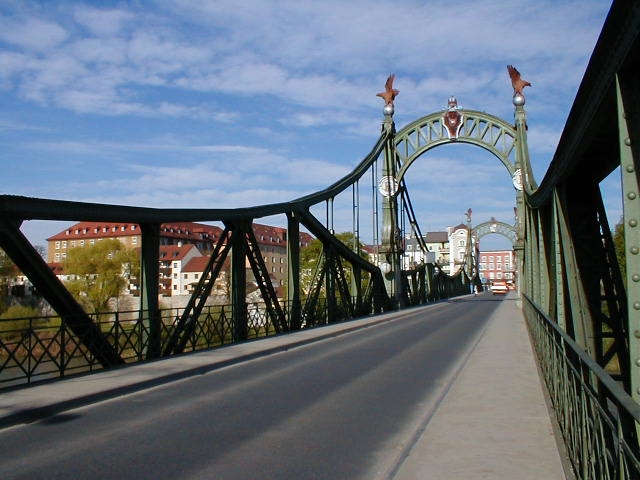
Оберндорф-Зальцбург

## Политическая ситуация
Бургомистр коммуны — Петер Шрёдер (СДПА) по результатам выборов 2004 года.
Совет представителей коммуны (нем. Gemeinderat) состоит из 25 мест.
- СДПА занимает 9 мест.
- АНП занимает 8 мест.
- местный список: 4 места.
- Зелёные занимают 3 места.
- АПС занимает 1 место.